# Matthew Amoah
Matthew Amoah (Tema, 1980. október 24. –) ghánai válogatott labdarúgó, aki jelenleg a VV Baronie Breda játékosa.

## Sikerei, díjai
- Ghána
  - Afrikai nemzetek kupája döntős: 2010